# Thereutria whitei
Thereutria whitei är en tvåvingeart som beskrevs av Daniels 1989. Thereutria whitei ingår i släktet Thereutria och familjen rovflugor. Inga underarter finns listade i Catalogue of Life.